# Ramdi
Ramdi (nep. रम्दी) – gaun wikas samiti w zachodniej części Nepalu w strefie Rapti w dystrykcie Pyuthan. Według nepalskiego spisu powszechnego z 2001 roku liczył on 429 gospodarstw domowych i 2445 mieszkańców (1303 kobiet i 1142 mężczyzn).